# Roberto Farinacci
Roberto Farinacci (Isernia, 16 de outubro de 1892 — Vimercate, 28 de abril de 1945), foi um advogado, político e jornalista italiano.
Pertenceu ao Partido Nacional Fascista, foi fundador do diário Regime Fascista (Cremona, 1926-1945) e foi ministro do estado. 
Foi fuzilado em 1945 pelas forças da resistência italiana.